# Деградација земљишта
Деградација земљишта је процес погоршања квалитативних особина земљишта, потребних за раст биљке. Природни климатски процеси и утицај човека континуирано утичу на промене квалитета земљишта.

## Типови деградације
Најважнији процеси деградације земљишта су: 
- ерозија ветром и водом,
- саланизација и забаривање,
- сабијање,
- ацидификација,
- губитак органских материја,
- осиромашење земљишта у хранивима,
- биолошка деградација,
- загађење земљишта.

Клима игра веома важну улогу у процесима деградације. Ако се температуре повећавају, процеси разградње органских материја се убрзавају, нарочито у земљиштима која се интензивно обрађују. Потенцијал водне и ерозије ветром је већи у сушним и топлим типовима климе, где је вегетациони покривач оскудан и мања је количина органске материје у земљишту. У тропским областима континуирано гајење усева често доводи до рапидне деградације, опадања продуктивних потенцијала, ацидификације и структурног колапса земљишта (Wood et al. 2000).
Према студијама Уједињених нација из 1991. (Olderman et al. 1991), 38% обрадивог земљишта је у различитом степену оштећено. Различити начини управљања земљиштем доводе до различитих начина и степена деградације.

### Ерозија
Најчешћа и најзаступљенија врста деградације земљишта је ерозија. Узрочно последична веза између конвенционалног система гајења и ерозије је евидентна. Губитак земљишта кроз ерозију водом или ветром забележен је по стопи од 5 до 10 t/ha годишње у Африци и до скоро 30 t/ha у Азији (Gliessman, 2000). У поређењу са тим, стварање земљишта се креће по стопи од 1 t/ha годишње, што значи да човек за кратко време уништава земљишне ресурсе за чију су обнову потребне хиљаде година. Према проучавањима Letić et al. (2001) преко 85% површине Војводине (највише Делиблатска и Суботичко-хоргошка пешчара) налази се у категорији узнемирених и веома узнемирених земљишта еолском ерозијом.
Драматичне последице претераног искоришћавања земљишта могу се сагледати на примеру прашњавих година у САД током 1930—их. Ова катастрофа је заустављена доношењем закона на федералном нивоу о заштити земљишта. Ова прича се понавља у садашњем времену у Кини.

### Саланизација и забаривање земљишта
Значајне негативне последице наводњавања по животну средину су заслањивање и забаривање земљишта. 
Мада се заслањивање земљишта дешава као природан процес, наводњавање изазива секундарно заслањивање земљишта. Пошто већина врста гајених биљака не подноси високе концентрације соли, таква земљишта постају неупотребљива за пољопривредну производњу.
Забаривање земљишта је карактеристично за хумидније регионе и веће норме наводњавања, где се користе веће количине воде, него што је потребно. Тада се појављује водено огледало на површини земљишта, која су често непропусна и са лошом дренажом.

### Сабијање земљишта
Сабијање се најчешће јавља због погрешне употребе различитих пољопривредних машина у току припреме земљишта за гајење биљака. Смањује се количина воде и ваздуха у земљишту, угрожава се биодиверзитет, па самим тим и квалитет земљишта.